# SPIN2B
SPIN2B (англ. Spindlin family member 2B) – білок, який кодується однойменним геном, розташованим у людей на короткому плечі X-хромосоми. Довжина поліпептидного ланцюга білка становить 258 амінокислот, а молекулярна маса — 29 158.
| 10         |  | 20         |  | 30         |  | 40         |  | 50         |
| ---------- |  | ---------- |  | ---------- |  | ---------- |  | ---------- |
| MKTPNAQEAE |  | GQQTRAAAGR |  | ATGSANMTKK |  | KVSQKKQRGR |  | PSSQPRRNIV |
| GCRISHGWKE |  | GDEPITQWKG |  | TVLDQVPINP |  | SLYLVKYDGI |  | DCVYGLELHR |
| DERVLSLKIL |  | SDRVASSHIS |  | DANLANTIIG |  | KAVEHMFEGE |  | HGSKDEWRGM |
| VLAQAPIMKA |  | WFYITYEKDP |  | VLYMYQLLDD |  | YKEGDLRIMP |  | ESSESPPTER |
| EPGGVVDGLI |  | GKHVEYTKED |  | GSKRIGMVIH |  | QVEAKPSVYF |  | IKFDDDFHIY |
| VYDLVKKS   |  |            |  |            |  |            |  |            |

A: Аланін

C: Цистеїн

D: Аспарагінова кислота

E: Глутамінова кислота

F: Фенілаланін

G: Гліцин

H: Гістидин

I: Ізолейцин

K: Лізин

L: Лейцин

M: Метіонін

N: Аспарагін

P: Пролін

Q: Глутамін

R: Аргінін

S: Серин

T: Треонін

V: Валін

W: Триптофан

Задіяний у таких біологічних процесах, як апоптоз, клітинний цикл. 
Локалізований у ядрі.